# Kajholmen
Kajholmen är en ö i Finland. Den ligger i Finska viken och i kommunen Sibbo i den ekonomiska regionen  Helsingfors i landskapet Nyland, i den södra delen av landet. Ön ligger omkring 24 kilometer öster om Helsingfors.
Öns area är 7,4 hektar och dess största längd är 0,7 kilometer i öst-västlig riktning. Ön höjer sig omkring 15 meter över havsytan.